# Parafia Matki Bożej Królowej Polski w Lublinie
Parafia Matki Bożej Królowej Polski w Lublinie – parafia rzymskokatolicka w Lublinie, należąca do archidiecezji lubelskiej i Dekanatu Lublin – Wschód. Została erygowana 21 grudnia 1982. Obejmuje ulice: Brzegowa, Dziubińskiej, Felin, Gospodarcza, Grenadierów, Hutnicza, Kasprowicza, Kresowa, Krępiecka, Krzemionki, Łęczyńska, Maszynowa, Mełgiewska, Montażowa, Motorowa, Odlewnicza, Przyjaźni, Rataja. Kościół parafialny wybudowany w latach 1981–1987. Mieści się przy ulicy Gospodarczej.